# Hrabstwo Orange (Indiana)

Piramida wieku hrabstwa

Hrabstwo Orange (ang. Orange County) – hrabstwo w stanie Indiana w Stanach Zjednoczonych.

## Geografia
Według spisu z 2010 roku obszar całkowity hrabstwa obejmuje powierzchnię 408,19 mili2 (1057,21 km²), z czego 398,39 mili2 (1031,83 km²) stanowią lądy, a 9,80 mili2 (25,38 km²) stanowią wody. Według szacunków United States Census Bureau w roku 2012 miało 19 690 mieszkańców. Jego siedzibą administracyjną jest Paoli.

### Miasta
- French Lick
- Orleans
- Paoli
- West Baden Springs